# Francesco Antonietti
Francesco Antonietti (Aerdenhout, 14 december 1950) is een Nederlands tekenaar, etser en aquarellist.

## Loopbaan
Francesco studeerde tekenen en kunstgeschiedenis aan de Design Academy in Eindhoven. In het begin specialiceerde hij zich in het illustreren van boeken als Dromende Werkelijkheid en dichtbundels Van Dichtbij. Vanaf 1976 is hij zich gaan toeleggen tot etsen waarbij hij ook in Tholen cursussen geeft. Hij maakt werken in opdracht van bedrijven, gemeenten, kunstvandels en stichtingen. Hij woont in Middelburg waar hij zijn eigen werkplaats "atelier28" heeft.

## Werken

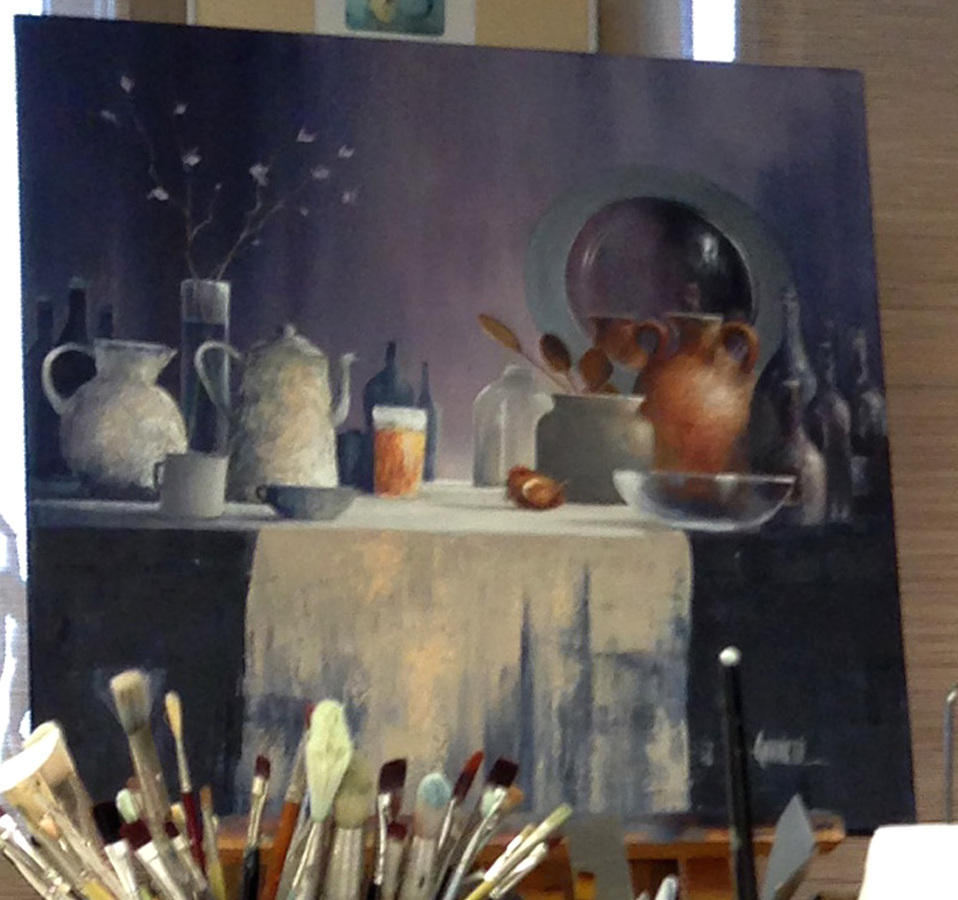
Een schilderij van Antonietti (geen aquarel)

Een incompleet overzicht met ets en aquarel-werken van Antonietti.
- (2003) Molens van Schiedam
- (2003) Statensingelkerk Rotterdam
- (2003) Waag met speeltoren Monnickendam
- (2003) Herenstraat met kerk Voorhout
- (2003) Pomp in de Voorstraat Voorschoten
- (2003) Waterpoort Sneek
- (2003) Oude stadhuis Veghel
- (2003) Molen van Sloten
- (2003) Abdijkerk Loosduinen
- (2003) Sluisje Leidschendam
- (2003) Hasselt vanaf het water
- (2003) Hofvijver Den Haag
- (2003) Deventer vanaf de IJssel
- (2003) Torenstraat Enkhuizen
- (2003) Kasteel Wijchen
- (2003) Lange boom
- (2003) Duinlandshap
- (2003) Vissertjes jan vijftig
- (2003) Sneeuwlaantje
- (2003) Tram
- (2005) Schip 't Vosje
- (2005) Witte kerkje te Groet
- (2005) Haven van Tholen vanaf het water
- (2007) Veere Zeeland
- (2007) Westerpoort college
- (2007) Gemeentehuis van Noordwijkerhout
- (2008) Nacht zeilen
- (2008) Zeilrace
- (2008) Zeil meditatie
- (2008) Binnenvaart schip
- (2009) Zon op water
- (2009) Zeilboten
- (2010) Havenstadje
- (2010) Dance of the windows
- (2010) Ontmoeting
- (2011) Tulpen
- (2011) Vrachtwagen
- (2012) Sailing
- (2012) Boten in beige tinten
- (2012) Boten in bruin tinten
- (2014) 2 cv deux cheveaux
- (2014) vw kever
- (2014) Korenbloem
- (2017) Dance of tera cotta
- (2017) Dance of the bruce
- (2017) Dance of the teapot
- (2017) Dance of joy
- (2020) Dance of the ale
- (2021) Dance of the rose
- (2022) Middelburg haven